# St. Marien (Körner)

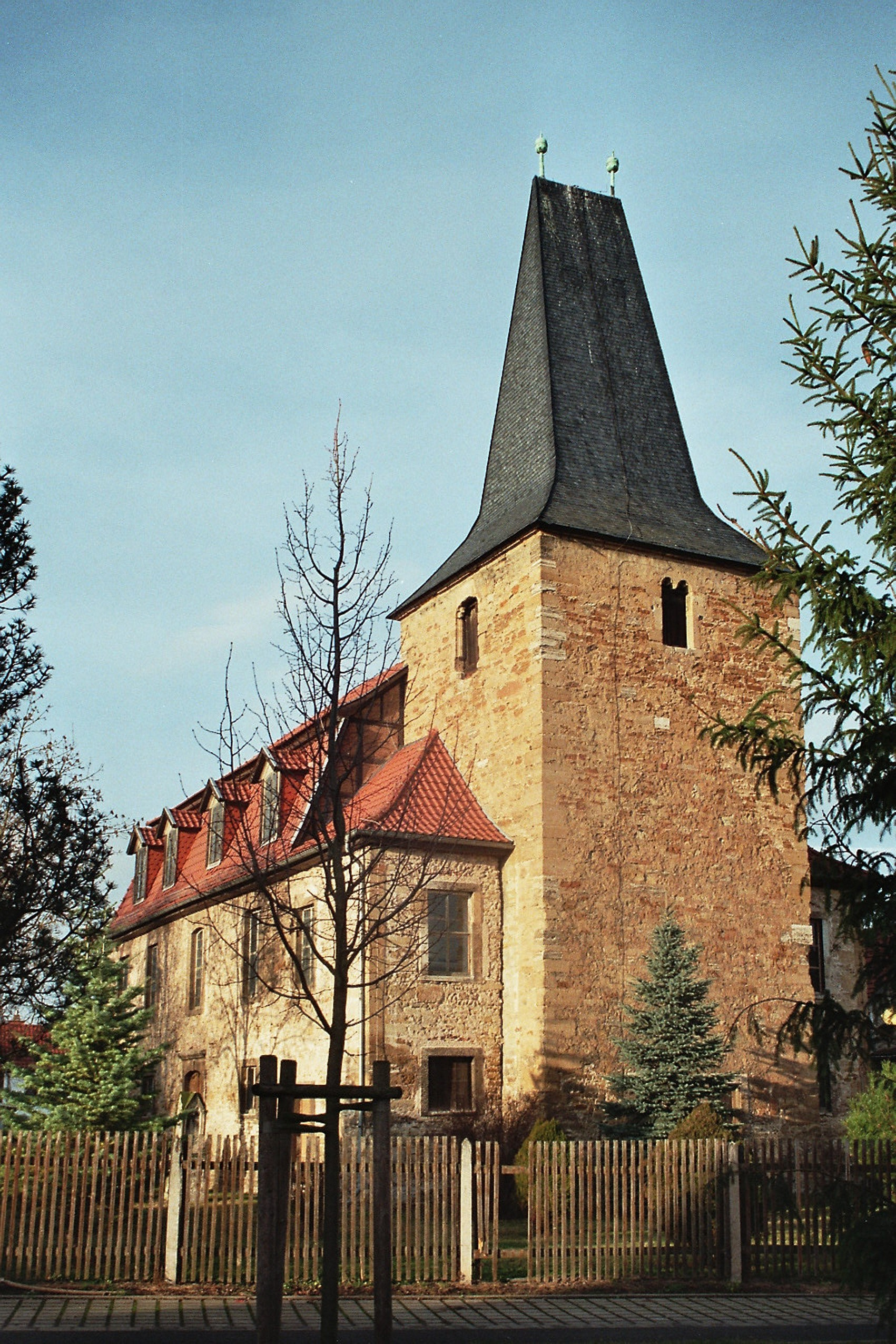
St. Marien

Die evangelisch-lutherische, denkmalgeschützte Unterkirche St. Marien steht in Körner, einer ländlichen Gemeinde im Unstrut-Hainich-Kreis in Thüringen. Die Unterkirche St. Marien gehört zur Kirchengemeinde Körner im Pfarrbereich Körner-Menteroda-Schlotheim im Kirchenkreis Bad Frankenhausen-Sondershausen der Evangelischen Kirche in Mitteldeutschland.

## Beschreibung
Eine Kirche wurde 1081 erstmals erwähnt, dann wieder 1318 als Kirche mit Chorturm und flankierenden Anbauten. Die Kapitelle im spätgotischen Turm deuten jedoch auf den romanischen Vorgängerbau hin. Die ursprüngliche Saalkirche mit einem Kirchturm im Westen stammt von 1429, davon blieb der Turm erhalten. Das heutige, mit einem Mansarddach bedeckte Kirchenschiff ist ein einheitlicher zweigeschossiger Rechteckbau. Es wurde 1784 westlich des Turmes neu gebaut. An der Nordseite ist ein Portal mit einem Türblatt aus der Bauzeit. Das hohe Walmdach des Turms ist schiefergedeckt. Der Turm hat im obersten Geschoss gekuppelte Rundbogenfenster als Klangarkaden, hinter denen sich der Glockenstuhl befindet. In ihm hängt eine Glocke, die 1458 gegossen wurde. Das Erdgeschoss des Turms hat ein Kreuzrippengewölbe, das durch Einbauten verunstaltet ist. 
Die Kirchenausstattung aus der Bauzeit ist schlicht. An der Flachdecke befindet sich ein Gemälde, das die Auferstehung und die Himmelfahrt Christi zeigt.
Die Orgel im barocken Orgelprospekt wurde 1794 von einem unbekannten Orgelbauer gebaut. Sie hat 16 Register, verteilt auf zwei Manuale und Pedal.